# Escudo de Ottawa
De acuerdo con la Autoridad Heráldica de Canadá, el escudo de armas de Ottawa fue concedido el 15 de septiembre de 1954 por el rey de armas de la época, el duque de Norfolk, en cartas patentes firmadas por él, y fue presentado a la ciudad por Vincent Massey el 20 de octubre de 1954.
El 24 de enero de 2001, el Consejo Municipal de la nueva Ciudad de Ottawa adoptó una resolución que pretendía que el escudo de armas de la antigua ciudad fuese escogido como símbolo de la nueva ciudad. Este permiso fue otorgado en marzo de 2001 por la Autoridad Heráldica de Canadá, encabezada por la Gobernadora General, Michaëlle Jean.

## Elementos

### Escudo
- La cruz ondulada en azur sobre fondo blanco representa la confluencia del río Ottawa con sus dos principales afluentes, que han determinado el emplazamiento de la ciudad.
- Las ramas verticales de la cruz representan a los ríos Rideau y Gatineau, los cuales desembocan formando un ángulo recto en el río Ottawa.
- Además, la cruz evoca la labor que emprendieron los misioneros, que navegaron por estos cursos de agua para evangelizar a los amerindios.
- La corona real representa a la reina Victoria.
- La hoja de arce gules (rojo) simboliza a Canadá.
- En el jefe del escudo, también gules, aparecen un zagual y dos flechas, símbolos de los amerindios de Ottawa, primeros habitantes de esta región.
- El astrolabio representa a Samuel de Champlain, descubridor de la región.
- El piolet, la granada y la pala evocan al coronel John By, fundador de Ottawa y constructor del Canal Rideau.
- Los dos espacios vacíos del escudo simbolizan las grandes realizaciones que quedan por hacer.

### Corona y timbre
- La corona repite el color (azur) y el metal (plata, que representa el blanco) predominantes del escudo de armas.
- El timbre, que consiste en un pino blanco con piñas, simboliza la principal riqueza económica del valle del río Ottawa.
- La insignia dorada porta un roble, el sello de Bytown.

### Tenantes
- A la izquierda del escudo está un leñador de los años 1850 que lleva una gran hacha, igual que las que se utilizaban en aquellos tiempos.
- A la derecha del escudo se encuentra un agente del Civil Service Rifle Regiment (en español:Regimiento de Fusilería del Servicio Civil) con su uniforme, cuya misión es indicar que Ottawa es el lugar de residencia del virrey (gobernador general) y de un gran número de funcionarios.

### Lema
Aparece en las dos lenguas oficiales, "Advance Ottawa en Avant", y es una adaptación del lema de la antigua Ciudad de Ottawa: "City of Ottawa Advance" (en español: Adelante Ciudad de Ottawa).